# Sublimación (psicoanálisis)
La sublimación en psicoanálisis es un término descrito por Sigmund Freud como uno de los destinos posibles de la pulsión. Se trata de un proceso psíquico mediante el cual áreas de la actividad humana, que aparentemente no guardan relación con la sexualidad, se transforman en depositarias de energía libidinal (pulsional). El proceso consiste en un desvío hacia un nuevo fin. Entre los ejemplos de Freud como nuevos destinos de la pulsión sexual está lo artístico y lo intelectual: sublimar consistiría en mudar el fin pulsional hacia una actividad desexualizada, intentando su realización, por ejemplo mediante tareas creativas o de  prestigio social: arte, religión, ciencia, política, tecnología.
En este extracto de 'La moral sexual "cultural" y la nerviosidad moderna' de Freud se da una definición de sublimación:

La pulsión sexual -mejor dicho: las pulsiones sexuales, pues una indagación analítica enseña que está compuesta por muchas pulsiones parciales- es probablemente de más vigorosa plasmación en el hombre que en la mayoría de los animales superiores; en todo caso es más continua, puesto que ha superado casi por completo la periodicidad a que está ligada en los animales. Pone a disposición del trabajo cultural unos volúmenes de fuerza enormemente grandes, y esto sin ninguna duda se debe a la peculiaridad, que ella presenta con particular relieve, de poder desplazar su meta sin sufrir menoscabo esencial en cuanto a intensidad. A esta facultad de permutar la meta sexual originaria por otra, ya no sexual, pero psíquicamente emparentada con ella, se le llama la facultad para la sublimación.